# Michael McNiven
Michael McNiven, född 9 juli 1997, är en kanadensisk professionell ishockeymålvakt som är kontrakterad till Ottawa Senators i National Hockey League (NHL) och spelar för Belleville Senators i AHL.
Han har tidigare spelat på NHL-nivå för Montreal Canadiens och på lägre nivåer för Rocket de Laval i AHL, Brampton Beast, Adirondack Thunder, Jacksonville Icemen och Norfolk Admirals i ECHL och Owen Sound Attack i Ontario Hockey League (OHL).
McNiven blev aldrig NHL-draftad.